# Трамп, Джадд
Джадд Трамп (англ. Judd Trump; род. 20 августа 1989, Уитчёрч, Сомерсет) — английский профессиональный игрок в снукер. Один из самых выдающихся игроков «нового поколения». Чемпион мира 2019 года. Член Зала славы снукера с 2021 года. Член ордена Британской империи (2022).
Трамп — победитель 30 рейтинговых турниров (по состоянию декабрь 2024), в том числе Чемпионата Великобритании по снукеру 2011. Двукратный финалист чемпионата мира по снукеру (2011 и 2022). Победитель турнира Мастерс 2019. Победитель престижного не рейтингового турнира Чемпион Чемпионов (Champion of Champions 2021). В ноябре 2013 года Джадд сделал свой первый максимальный брейк в рамках седьмого европейского тура. Обладатель рекорда по количеству выигранных рейтинговых турниров в течение сезона.

## Карьера
В 14 лет Трамп сделал максимальный брейк на юниорских соревнованиях Potters Under-16 Tournament, побив рекорд Ронни О'Салливанa, сделавшего 147 в 15. Джадд хорошо выступал на юниорских соревнованиях и становился чемпионом Англии среди юниоров.
Стал профессионалом в 2005 году — после молодёжного чемпионата Европы по снукеру в Екатеринбурге, где дошёл до полуфинала. Сумел пройти квалификацию на Welsh Open 2006, став при этом самым юным игроком, которому удавалось выйти в основную стадию рейтингового турнира.
В 2007 году Трамп стал третьим 17-летним снукеристом после Стивена Хендри и Ронни О’Салливана, дошедшим до 1/16 финала чемпионата мира. В первом матче основной стадии он проиграл Шону Мёрфи со счётом 6:10, после лидирования 6:5.
В сезоне 2008/09 Джадд Трамп достиг полуфинала Гран-при, где уступил Джону Хиггинсу. В этом же сезоне он выиграл квалификационный турнир на Мастерс, победив в финале Марка Джойса со счётом 6:1. Также он стал победителем турнира Championship League, дающего право выступить в следующем сезоне в Премьер-лиге. В финале турнира он обыграл Марка Селби, 3:2.

### Сезон 2009/10
Незадолго до первого рейтингового турнира сезона, в стартовавшей Премьер-лиге, куда Трамп пробился благодаря победе в Championship League, он уступил в дебютном матче Нилу Робертсону, 2:4. Начав с весьма хорошего сенчури-брейка в 139 очков, Трамп затем проиграл 4 партии подряд. В следующем матче его соперником был семикратный чемпион мира, Стивен Хендри. Хотя Хендри выиграл два первых фрейма, сделав в одном сенчури, Трамп не сдался и взял четыре партии подряд, также записав на свой счёт сенчури-брейк. Итог — победа со счётом 4:2. Третий матч, с Марко Фу, Трамп уверенно выиграл — 4:2, и сделал ещё 2 сенчури-брейка. В следующем матче одолел перманентного фаворита — Ронни О'Салливана — 4:2. Поражение от Джона Хиггинса (2:4) не лишило Трампа возможности выхода в полуфинал, но в 1/2-й он был разгромлен О’Салливаном, 5:1, отомстившим за поражение на групповой стадии. Тем не менее, выступление Трампа можно считать успешным.
В январе 2010 года Трамп заключил контракт со снукерным агентством Grove Leisure, базирующимся в Ромфорде.

### Сезон 2010/11
В межсезонье Трамп выиграл турнир серии Pro-Am — Austrian Open 2010. В финале он обыграл чемпиона мира Нила Робертсона со счётом 6:4.
Важной вехой на снукерном пути Трампа стала победа на турнире Paul Hunter Classic 2010 (EPTC-1), вошедшем в этом сезоне в состав минирейтинговой серии Players Tour Championship. В финале он переиграл Энтони Хэмилтона со счётом 4:3.
3 апреля 2011 года Трамп наконец выиграл свой первый рейтинговый турнир — China Open. На пути к финалу он победил таких игроков, как Питер Эбдон и Шон Мёрфи, а в решающем матче переиграл Марка Селби, 10:8. На этом же соревновании Джадд сделал свой 100-й сенчури-брейк в карьере.
На чемпионате мира 2011 Трамп в первом раунде обыграл действующего на тот момент чемпиона мира Нила Робертсона со счетом 10:8. В последующих раундах он выиграл у Мартина Гоулда 13:6, Грэма Дотта 13:5 и Дина Цзюньхуэя 17:15 и вышел в свой первый в карьере финал чемпионата мира, в котором, лидируя по ходу матча 12:9, все же уступил Джону Хиггинсу со счетом 15:18. На этом турнире Трамп сделал 10 сенчури-брейков, став лучшим по этому показателю.
На церемонии закрытия сезона Трамп был объявлен игроком года по версии болельщиков.
Фамилия «Трамп» переводится как «козырь». В совокупности с уже имеющимся прозвищем — «туз» (англ. the ace) — получается совсем ударная комбинация.

### Сезон 2012/13
В конце сезона Джадд побил рекорд Марка Селби по количеству проведённых сотенных серий за сезон. Прежний рекорд составлял 54 сенчури брейка. Трамп установил новый рекорд в победном для себя матче против Доминика Дэйла в рамках 1 раунда чемпионата мира по снукеру 2012/2013. По мере продвижения по турнирной сетке чемпионата, Трампу несколько раз удалось улучшить свой собственный результат. Проиграв в полуфинале Ронни О'Салливану, Джадд завершил своё выступление на чемпионате мира и одновременно закончил свои выступления в сезоне 2012/2013. Таким образом, Трамп установил окончательный рекордный результат — 61 сотенная серия за сезон.

### Сезон 2013/14
15 ноября, в рамках седьмого этапа Евротура, Джадд в матче против Марка Селби сделал свой первый в карьере максимальный брейк (99-й в истории снукера).

### Сезон 2014/15
В 6 июля Джадд выиграл в финале Australian Goldfields Open у Нила Робертсона со счётом 9:5. На Paul Hunter Classic Трамп дошёл до финала, где проиграл Марку Аллену со счётом 4:2.
На турнире Champion of Champions Трамп дошёл до финала, где проиграл Ронни О’Салливану со счётом 7:10. В Чемпионате Великобритании он снова дошёл до финала, где снова проиграл Ронни О’Салливану — со счётом 9:10. В первом раунде турнира Мастерс, Трамп проиграл Стивену Магуайру со счётом 4:6.Также на German Masters 2015 Трамп проиграл Марку Селби в четвертьфинале 4:5, но сделал в том матче свой второй максимальный брейк.
В финале турнира World Grand Prix 2015 Трамп победил Ронни О’Салливана со счётом 10:7.
На чемпионате мира 2015 Трамп в первом раунде обыграл Стюарта Каррингтона со счетом 10:6. Во втором раунде он выиграл у Марко Фу 13:6, а в 1/4 финала Дина Цзюньхуэя 13:4 и вышел в 1/2 финала чемпионата мира, где проиграл Стюарту Бинэму со счётом 16:17.

### Сезон 2019/20
В сезоне 2019/20 Джадд Трамп установил рекорд по выигранным титулам в одном сезоне (6), до этого 5 титулов удавалось взять Дину Цзюньхуэю, Ронни О’Салливану, Стивену Хендри и Марку Селби. Джадд также мог установить рекорд по сотням за 1 сезон, рекорд у Нила Робертсона (103), но отменили 3 турнира из-за пандемии коронавируса, и Джадд остановился на отметке 102 сотни после чемпионата мира, где уступил в четвертьфинале 9-13 Кайрену Уилсону, так и не сумев побить рекорд Нила Робертсона. Но все равно вписал себя в историю как второй игрок, который сумел за один сезон сделать 100 сенчури-брейков.

## Выступления на турнирах
| Рейтинг на начало сезона           | [ 16 ]               | 71                   | 51                       | 41                       | 30                       | 27                       | 9                        | 2                        | 3                        | 6                        | 7                        | 3                        | 3                        | 5                        | 2                        | 2                        | 1                      | 1                      | 2                      | 4                      | 2                      | 1                      |                        |                        |                        |                        |                        |                        |                        |                        |                        |                        |                        |                        |                        |                        |                        |                        |                        |                        |                        |                      |                      |                      |                      |                      |                      |               |               |    |
| Рейтинговые турниры                |                      |                      |                          |                          |                          |                          |                          |                          |                          |                          |                          |                          |                          |                          |                          |                          |                        |                        |                        |                        |                        |                        |                        |                        |                        |                        |                        |                        |                        |                        |                        |                        |                        |                        |                        |                        |                        |                        |                        |                        |                        |                      |                      |                      |                      |                      |                      |               |               |    |
| Championship League                | НП                   | НП                   | Турнир был нерейтинговым | Турнир был нерейтинговым | Турнир был нерейтинговым | Турнир был нерейтинговым | Турнир был нерейтинговым | Турнир был нерейтинговым | Турнир был нерейтинговым | Турнир был нерейтинговым | Турнир был нерейтинговым | Турнир был нерейтинговым | Турнир был нерейтинговым | Турнир был нерейтинговым | Турнир был нерейтинговым | Турнир был нерейтинговым | F                      | 2R                     | RR                     | 2R                     | —                      | —                      |                        |                        |                        |                        |                        |                        |                        |                        |                        |                        |                        |                        |                        |                        |                        |                        |                        |                        |                        |                      |                      |                      |                      |                      |                      |               |               |    |
| Saudi Arabia Masters               | Турнир не проводился | Турнир не проводился | Турнир не проводился     | Турнир не проводился     | Турнир не проводился     | Турнир не проводился     | Турнир не проводился     | Турнир не проводился     | Турнир не проводился     | Турнир не проводился     | Турнир не проводился     | Турнир не проводился     | Турнир не проводился     | Турнир не проводился     | Турнир не проводился     | Турнир не проводился     | Турнир не проводился   | Турнир не проводился   | Турнир не проводился   | Турнир не проводился   | W                      |                        |                        |                        |                        |                        |                        |                        |                        |                        |                        |                        |                        |                        |                        |                        |                        |                        |                        |                        |                        |                      |                      |                      |                      |                      |                      |               |               |    |
| Wuhan Open                         | Турнир не проводился | Турнир не проводился | Турнир не проводился     | Турнир не проводился     | Турнир не проводился     | Турнир не проводился     | Турнир не проводился     | Турнир не проводился     | Турнир не проводился     | Турнир не проводился     | Турнир не проводился     | Турнир не проводился     | Турнир не проводился     | Турнир не проводился     | Турнир не проводился     | Турнир не проводился     | Турнир не проводился   | Турнир не проводился   | Турнир не проводился   | W                      | SF                     |                        |                        |                        |                        |                        |                        |                        |                        |                        |                        |                        |                        |                        |                        |                        |                        |                        |                        |                        |                        |                      |                      |                      |                      |                      |                      |               |               |    |
| English Open                       | Турнир не проводился | Турнир не проводился | Турнир не проводился     | Турнир не проводился     | Турнир не проводился     | Турнир не проводился     | Турнир не проводился     | Турнир не проводился     | Турнир не проводился     | Турнир не проводился     | Турнир не проводился     | F                        | 4R                       | 4R                       | 3R                       | 3R                       | W                      | QF                     | QF                     | W                      | QF                     |                        |                        |                        |                        |                        |                        |                        |                        |                        |                        |                        |                        |                        |                        |                        |                        |                        |                        |                        |                        |                      |                      |                      |                      |                      |                      |               |               |    |
| British Open                       | Турнир не проводился | Турнир не проводился | Турнир не проводился     | Турнир не проводился     | Турнир не проводился     | Турнир не проводился     | Турнир не проводился     | Турнир не проводился     | Турнир не проводился     | Турнир не проводился     | Турнир не проводился     | Турнир не проводился     | Турнир не проводился     | Турнир не проводился     | Турнир не проводился     | Турнир не проводился     | Турнир не проводился   | 3R                     | 3R                     | 1R                     | QF                     |                        |                        |                        |                        |                        |                        |                        |                        |                        |                        |                        |                        |                        |                        |                        |                        |                        |                        |                        |                        |                      |                      |                      |                      |                      |                      |               |               |    |
| Xi'an Grand Prix                   | Турнир не проводился | Турнир не проводился | Турнир не проводился     | Турнир не проводился     | Турнир не проводился     | Турнир не проводился     | Турнир не проводился     | Турнир не проводился     | Турнир не проводился     | Турнир не проводился     | Турнир не проводился     | Турнир не проводился     | Турнир не проводился     | Турнир не проводился     | Турнир не проводился     | Турнир не проводился     | Турнир не проводился   | Турнир не проводился   | Турнир не проводился   | Турнир не проводился   | F                      |                        |                        |                        |                        |                        |                        |                        |                        |                        |                        |                        |                        |                        |                        |                        |                        |                        |                        |                        |                        |                      |                      |                      |                      |                      |                      |               |               |    |
| Nothern Ireland Open               | Турнир не проводился | Турнир не проводился | Турнир не проводился     | Турнир не проводился     | Турнир не проводился     | Турнир не проводился     | Турнир не проводился     | Турнир не проводился     | Турнир не проводился     | Турнир не проводился     | Турнир не проводился     | WD                       | 1R                       | W                        | W                        | W                        | W                      | QF                     | 1R                     | W                      | F                      |                        |                        |                        |                        |                        |                        |                        |                        |                        |                        |                        |                        |                        |                        |                        |                        |                        |                        |                        |                        |                      |                      |                      |                      |                      |                      |               |               |    |
| International Championship         | Турнир не проводился | Турнир не проводился | Турнир не проводился     | Турнир не проводился     | Турнир не проводился     | Турнир не проводился     | Турнир не проводился     | W                        | 1R                       | 2R                       | LQ                       | SF                       | QF                       | QF                       | W                        | W                        | Не проводился          | Не проводился          | Не проводился          | 2R                     | 3R                     |                        |                        |                        |                        |                        |                        |                        |                        |                        |                        |                        |                        |                        |                        |                        |                        |                        |                        |                        |                        |                      |                      |                      |                      |                      |                      |               |               |    |
| UK Championship                    | LQ                   | LQ                   | LQ                       | 1R                       | 1R                       | 2R                       | W                        | 1R                       | 4R                       | F                        | 3R                       | 2R                       | 3R                       | 4R                       | 3R                       | 3R                       | F                      | 3R                     | 2R                     | SF                     | W                      |                        |                        |                        |                        |                        |                        |                        |                        |                        |                        |                        |                        |                        |                        |                        |                        |                        |                        |                        |                        |                      |                      |                      |                      |                      |                      |               |               |    |
| Scottish Open                      | Турнир не проводился | Турнир не проводился | Турнир не проводился     | Турнир не проводился     | Турнир не проводился     | Турнир не проводился     | Турнир не проводился     | МР                       | Не проводился            | Не проводился            | Не проводился            | SF                       | SF                       | SF                       | QF                       | QF                       | QF                     | 3R                     | QF                     | 1R                     | WD                     |                        |                        |                        |                        |                        |                        |                        |                        |                        |                        |                        |                        |                        |                        |                        |                        |                        |                        |                        |                        |                      |                      |                      |                      |                      |                      |               |               |    |
| German Masters                     | Не проводился        | Не проводился        | Не проводился            | Не проводился            | Не проводился            | 1R                       | QF                       | 1R                       | F                        | QF                       | QF                       | LQ                       | SF                       | QF                       | W                        | W                        | W                      | QF                     | LQ                     | W                      | 3R                     |                        |                        |                        |                        |                        |                        |                        |                        |                        |                        |                        |                        |                        |                        |                        |                        |                        |                        |                        |                        |                      |                      |                      |                      |                      |                      |               |               |    |
| World Grand Prix                   | Турнир не проводился | Турнир не проводился | Турнир не проводился     | Турнир не проводился     | Турнир не проводился     | Турнир не проводился     | Турнир не проводился     | Турнир не проводился     | Турнир не проводился     | НР                       | 2R                       | 2R                       | 1R                       | W                        | 2R                       | 2R                       | W                      | 2R                     | F                      | F                      | SF                     |                        |                        |                        |                        |                        |                        |                        |                        |                        |                        |                        |                        |                        |                        |                        |                        |                        |                        |                        |                        |                      |                      |                      |                      |                      |                      |               |               |    |
| Players Championship               | Турнир не проводился | Турнир не проводился | Турнир не проводился     | Турнир не проводился     | Турнир не проводился     | 2R                       | 2R                       | 1R                       | SF                       | SF                       | 2R                       | W                        | SF                       | SF                       | W                        | W                        | 1R                     | 1R                     | 1R                     | QF                     | F                      |                        |                        |                        |                        |                        |                        |                        |                        |                        |                        |                        |                        |                        |                        |                        |                        |                        |                        |                        |                        |                      |                      |                      |                      |                      |                      |               |               |    |
| Welsh Open                         | 1R                   | LQ                   | 2R                       | LQ                       | 1R                       | LQ                       | QF                       | SF                       | 4R                       | 4R                       | 4R                       | F                        | 2R                       | 2R                       | QF                       | QF                       | 3R                     | F                      | 2R                     | WD                     | —                      |                        |                        |                        |                        |                        |                        |                        |                        |                        |                        |                        |                        |                        |                        |                        |                        |                        |                        |                        |                        |                      |                      |                      |                      |                      |                      |               |               |    |
| World Open                         | LQ                   | RR                   | LQ                       | SF                       | LQ                       | 1R                       | 2R                       | QF                       | 3R                       | НП                       | НП                       | 2R                       | LQ                       | 2R                       | W                        | W                        | Не проводился          | Не проводился          | Не проводился          | W                      | 2R                     |                        |                        |                        |                        |                        |                        |                        |                        |                        |                        |                        |                        |                        |                        |                        |                        |                        |                        |                        |                        |                      |                      |                      |                      |                      |                      |               |               |    |
| Tour Championship                  | Турнир не проводился | Турнир не проводился | Турнир не проводился     | Турнир не проводился     | Турнир не проводился     | Турнир не проводился     | Турнир не проводился     | Турнир не проводился     | Турнир не проводился     | Турнир не проводился     | Турнир не проводился     | Турнир не проводился     | Турнир не проводился     | SF                       | SF                       | SF                       | QF                     | QF                     | DNQ                    | QF                     | QF                     |                        |                        |                        |                        |                        |                        |                        |                        |                        |                        |                        |                        |                        |                        |                        |                        |                        |                        |                        |                        |                      |                      |                      |                      |                      |                      |               |               |    |
| Чемпионат мира                     | LQ                   | 1R                   | LQ                       | LQ                       | LQ                       | F                        | 2R                       | SF                       | QF                       | SF                       | 2R                       | 1R                       | QF                       | W                        | QF                       | QF                       | QF                     | F                      | 1R                     | QF                     | SF                     |                        |                        |                        |                        |                        |                        |                        |                        |                        |                        |                        |                        |                        |                        |                        |                        |                        |                        |                        |                        |                      |                      |                      |                      |                      |                      |               |               |    |
| Нерейтинговые турниры              |                      |                      |                          |                          |                          |                          |                          |                          |                          |                          |                          |                          |                          |                          |                          |                          |                        |                        |                        |                        |                        |                        |                        |                        |                        |                        |                        |                        |                        |                        |                        |                        |                        |                        |                        |                        |                        |                        |                        |                        |                        |                      |                      |                      |                      |                      |                      |               |               |    |
| Шанхай Мастерс                     | НП                   | НП                   | Турнир был рейтинговым   | Турнир был рейтинговым   | Турнир был рейтинговым   | Турнир был рейтинговым   | Турнир был рейтинговым   | Турнир был рейтинговым   | Турнир был рейтинговым   | Турнир был рейтинговым   | Турнир был рейтинговым   | Турнир был рейтинговым   | Турнир был рейтинговым   | 2R                       | QF                       | QF                       | Не проводился          | Не проводился          | Не проводился          | QF                     | W                      | QF                     |                        |                        |                        |                        |                        |                        |                        |                        |                        |                        |                        |                        |                        |                        |                        |                        |                        |                        |                        |                      |                      |                      |                      |                      |                      |               |               |    |
| Champion of Champions              | Турнир не проводился | Турнир не проводился | Турнир не проводился     | Турнир не проводился     | Турнир не проводился     | Турнир не проводился     | Турнир не проводился     | Турнир не проводился     | QF                       | F                        | 1R                       | QF                       | 1R                       | QF                       | F                        | F                        | SF                     | W                      | F                      | F                      | QF                     |                        |                        |                        |                        |                        |                        |                        |                        |                        |                        |                        |                        |                        |                        |                        |                        |                        |                        |                        |                        |                      |                      |                      |                      |                      |                      |               |               |    |
| Riyadh Season Snooker Championship | Турнир не проводился | Турнир не проводился | Турнир не проводился     | Турнир не проводился     | Турнир не проводился     | Турнир не проводился     | Турнир не проводился     | Турнир не проводился     | Турнир не проводился     | Турнир не проводился     | Турнир не проводился     | Турнир не проводился     | Турнир не проводился     | Турнир не проводился     | Турнир не проводился     | Турнир не проводился     | Турнир не проводился   | Турнир не проводился   | Турнир не проводился   | SF                     | QF                     |                        |                        |                        |                        |                        |                        |                        |                        |                        |                        |                        |                        |                        |                        |                        |                        |                        |                        |                        |                        |                      |                      |                      |                      |                      |                      |               |               |    |
| Мастерс                            | LQ                   | LQ                   | LQ                       | WR                       | LQ                       | —                        | SF                       | QF                       | 1R                       | 1R                       | SF                       | 1R                       | SF                       | W                        | 1R                       | 1R                       | WD                     | SF                     | W                      | QF                     | SF                     |                        |                        |                        |                        |                        |                        |                        |                        |                        |                        |                        |                        |                        |                        |                        |                        |                        |                        |                        |                        |                      |                      |                      |                      |                      |                      |               |               |    |
| Championship League                | НП                   | НП                   | —                        | W                        | 2R                       | RR                       | F                        | RR                       | W                        | RR                       | W                        | SF                       | RR                       | 2R                       | SF                       | 2R                       | 2R                     | RR                     | F                      | WD                     | 2R                     |                        |                        |                        |                        |                        |                        |                        |                        |                        |                        |                        |                        |                        |                        |                        |                        |                        |                        |                        |                        |                      |                      |                      |                      |                      |                      |               |               |    |
| Упразднённые рейтинговые турниры   |                      |                      |                          |                          |                          |                          |                          |                          |                          |                          |                          |                          |                          |                          |                          |                          |                        |                        |                        |                        |                        |                        |                        |                        |                        |                        |                        |                        |                        |                        |                        |                        |                        |                        |                        |                        |                        |                        |                        |                        |                        |                      |                      |                      |                      |                      |                      |               |               |    |
| Трофей Северной Ирландии           | НР                   | LQ                   | LQ                       | 1R                       | Турнир не проводился     | Турнир не проводился     | Турнир не проводился     | Турнир не проводился     | Турнир не проводился     | Турнир не проводился     | Турнир не проводился     | Турнир не проводился     | Турнир не проводился     | Турнир не проводился     | Турнир не проводился     | Турнир не проводился     | Турнир не проводился   | Турнир не проводился   | Турнир не проводился   | Турнир не проводился   | Турнир не проводился   | Турнир не проводился   | Турнир не проводился   | Турнир не проводился   | Турнир не проводился   | Турнир не проводился   | Турнир не проводился   | Турнир не проводился   | Турнир не проводился   | Турнир не проводился   | Турнир не проводился   | Турнир не проводился   | Турнир не проводился   | Турнир не проводился   |                        |                        |                        |                        |                        |                        |                        |                      |                      |                      |                      |                      |                      |               |               |    |
| Bahrain Championship               | Не проводился        | Не проводился        | Не проводился            | 1R                       | Турнир не проводился     | Турнир не проводился     | Турнир не проводился     | Турнир не проводился     | Турнир не проводился     | Турнир не проводился     | Турнир не проводился     | Турнир не проводился     | Турнир не проводился     | Турнир не проводился     | Турнир не проводился     | Турнир не проводился     | Турнир не проводился   | Турнир не проводился   | Турнир не проводился   | Турнир не проводился   | Турнир не проводился   | Турнир не проводился   | Турнир не проводился   | Турнир не проводился   | Турнир не проводился   | Турнир не проводился   | Турнир не проводился   | Турнир не проводился   | Турнир не проводился   | Турнир не проводился   | Турнир не проводился   | Турнир не проводился   | Турнир не проводился   | Турнир не проводился   |                        |                        |                        |                        |                        |                        |                        |                      |                      |                      |                      |                      |                      |               |               |    |
| Wuxi Classic                       | Не проводился        | Не проводился        | Не проводился            | Нерейтиноговый           | Нерейтиноговый           | Нерейтиноговый           | Нерейтиноговый           | 2R                       | 1R                       | 3R                       | Турнир не проводился     | Турнир не проводился     | Турнир не проводился     | Турнир не проводился     | Турнир не проводился     | Турнир не проводился     | Турнир не проводился   | Турнир не проводился   | Турнир не проводился   | Турнир не проводился   | Турнир не проводился   | Турнир не проводился   | Турнир не проводился   | Турнир не проводился   | Турнир не проводился   | Турнир не проводился   | Турнир не проводился   | Турнир не проводился   | Турнир не проводился   | Турнир не проводился   | Турнир не проводился   | Турнир не проводился   | Турнир не проводился   | Турнир не проводился   | Турнир не проводился   | Турнир не проводился   | Турнир не проводился   | Турнир не проводился   | Турнир не проводился   | Турнир не проводился   |                        |                      |                      |                      |                      |                      |                      |               |               |    |
| Australian Goldfields Open         | Турнир не проводился | Турнир не проводился | Турнир не проводился     | Турнир не проводился     | Турнир не проводился     | Турнир не проводился     | 1R                       | —                        | —                        | W                        | QF                       | Турнир не проводился     | Турнир не проводился     | Турнир не проводился     | Турнир не проводился     | Турнир не проводился     | Турнир не проводился   | Турнир не проводился   | Турнир не проводился   | Турнир не проводился   | Турнир не проводился   | Турнир не проводился   | Турнир не проводился   | Турнир не проводился   | Турнир не проводился   | Турнир не проводился   | Турнир не проводился   | Турнир не проводился   | Турнир не проводился   | Турнир не проводился   | Турнир не проводился   | Турнир не проводился   | Турнир не проводился   | Турнир не проводился   | Турнир не проводился   | Турнир не проводился   | Турнир не проводился   | Турнир не проводился   | Турнир не проводился   | Турнир не проводился   | Турнир не проводился   |                      |                      |                      |                      |                      |                      |               |               |    |
| Шанхай Мастерс                     | НП                   | НП                   | LQ                       | 1R                       | LQ                       | 1R                       | 1R                       | F                        | 1R                       | 1R                       | F                        | 2R                       | F                        | НР                       | НР                       | НР                       | Не проводился          | Не проводился          | Не проводился          | Нерейтинговый          | Нерейтинговый          | Нерейтинговый          | Нерейтинговый          | Нерейтинговый          | Нерейтинговый          | Нерейтинговый          | Нерейтинговый          | Нерейтинговый          | Нерейтинговый          | Нерейтинговый          | Нерейтинговый          | Нерейтинговый          | Нерейтинговый          | Нерейтинговый          | Нерейтинговый          | Нерейтинговый          | Нерейтинговый          | Нерейтинговый          | Нерейтинговый          | Нерейтинговый          | Нерейтинговый          | Нерейтинговый        | Нерейтинговый        | Нерейтинговый        | Нерейтинговый        | Нерейтинговый        | Нерейтинговый        | Нерейтинговый | Нерейтинговый |    |
| Indian Open                        | Турнир не проводился | Турнир не проводился | Турнир не проводился     | Турнир не проводился     | Турнир не проводился     | Турнир не проводился     | Турнир не проводился     | Турнир не проводился     | LQ                       | 3R                       | НП                       | —                        | —                        | —                        | Турнир не проводился     | Турнир не проводился     | Турнир не проводился   | Турнир не проводился   | Турнир не проводился   | Турнир не проводился   | Турнир не проводился   | Турнир не проводился   | Турнир не проводился   | Турнир не проводился   | Турнир не проводился   | Турнир не проводился   | Турнир не проводился   | Турнир не проводился   | Турнир не проводился   | Турнир не проводился   | Турнир не проводился   | Турнир не проводился   | Турнир не проводился   | Турнир не проводился   | Турнир не проводился   | Турнир не проводился   | Турнир не проводился   | Турнир не проводился   | Турнир не проводился   | Турнир не проводился   | Турнир не проводился   | Турнир не проводился | Турнир не проводился | Турнир не проводился |                      |                      |                      |               |               |    |
| China Open                         | LQ                   | LQ                   | LQ                       | WR                       | 1R                       | W                        | QF                       | 1R                       | 2R                       | 3R                       | W                        | QF                       | LQ                       | 1R                       | Турнир не проводился     | Турнир не проводился     | Турнир не проводился   | Турнир не проводился   | Турнир не проводился   | Турнир не проводился   | Турнир не проводился   | Турнир не проводился   | Турнир не проводился   | Турнир не проводился   | Турнир не проводился   | Турнир не проводился   | Турнир не проводился   | Турнир не проводился   | Турнир не проводился   | Турнир не проводился   | Турнир не проводился   | Турнир не проводился   | Турнир не проводился   | Турнир не проводился   | Турнир не проводился   | Турнир не проводился   | Турнир не проводился   | Турнир не проводился   | Турнир не проводился   | Турнир не проводился   | Турнир не проводился   | Турнир не проводился | Турнир не проводился | Турнир не проводился |                      |                      |                      |               |               |    |
| Riga Masters                       | Турнир не проводился | Турнир не проводился | Турнир не проводился     | Турнир не проводился     | Турнир не проводился     | Турнир не проводился     | Турнир не проводился     | Турнир не проводился     | Турнир не проводился     | МР                       | МР                       | QF                       | —                        | —                        | —                        | —                        | Турнир не проводился   | Турнир не проводился   | Турнир не проводился   | Турнир не проводился   | Турнир не проводился   | Турнир не проводился   | Турнир не проводился   | Турнир не проводился   | Турнир не проводился   | Турнир не проводился   | Турнир не проводился   | Турнир не проводился   | Турнир не проводился   | Турнир не проводился   | Турнир не проводился   | Турнир не проводился   | Турнир не проводился   | Турнир не проводился   | Турнир не проводился   | Турнир не проводился   | Турнир не проводился   | Турнир не проводился   | Турнир не проводился   | Турнир не проводился   | Турнир не проводился   | Турнир не проводился | Турнир не проводился | Турнир не проводился | Турнир не проводился | Турнир не проводился |                      |               |               |    |
| China Championship                 | Турнир не проводился | Турнир не проводился | Турнир не проводился     | Турнир не проводился     | Турнир не проводился     | Турнир не проводился     | Турнир не проводился     | Турнир не проводился     | Турнир не проводился     | Турнир не проводился     | Турнир не проводился     | МР                       | 2R                       | QF                       | 3R                       | 3R                       | Турнир не проводился   | Турнир не проводился   | Турнир не проводился   | Турнир не проводился   | Турнир не проводился   | Турнир не проводился   | Турнир не проводился   | Турнир не проводился   | Турнир не проводился   | Турнир не проводился   | Турнир не проводился   | Турнир не проводился   | Турнир не проводился   | Турнир не проводился   | Турнир не проводился   | Турнир не проводился   | Турнир не проводился   | Турнир не проводился   | Турнир не проводился   | Турнир не проводился   | Турнир не проводился   | Турнир не проводился   | Турнир не проводился   | Турнир не проводился   | Турнир не проводился   | Турнир не проводился | Турнир не проводился | Турнир не проводился | Турнир не проводился | Турнир не проводился |                      |               |               |    |
| WST Pro Series                     | Турнир не проводился | Турнир не проводился | Турнир не проводился     | Турнир не проводился     | Турнир не проводился     | Турнир не проводился     | Турнир не проводился     | Турнир не проводился     | Турнир не проводился     | Турнир не проводился     | Турнир не проводился     | Турнир не проводился     | Турнир не проводился     | Турнир не проводился     | Турнир не проводился     | Турнир не проводился     | 3R                     | Турнир не проводился   | Турнир не проводился   | Турнир не проводился   | Турнир не проводился   | Турнир не проводился   | Турнир не проводился   | Турнир не проводился   | Турнир не проводился   | Турнир не проводился   | Турнир не проводился   | Турнир не проводился   | Турнир не проводился   | Турнир не проводился   | Турнир не проводился   | Турнир не проводился   | Турнир не проводился   | Турнир не проводился   | Турнир не проводился   | Турнир не проводился   | Турнир не проводился   | Турнир не проводился   | Турнир не проводился   | Турнир не проводился   | Турнир не проводился   | Турнир не проводился | Турнир не проводился | Турнир не проводился | Турнир не проводился | Турнир не проводился | Турнир не проводился |               |               |    |
| Turkish Masters                    | Турнир не проводился | Турнир не проводился | Турнир не проводился     | Турнир не проводился     | Турнир не проводился     | Турнир не проводился     | Турнир не проводился     | Турнир не проводился     | Турнир не проводился     | Турнир не проводился     | Турнир не проводился     | Турнир не проводился     | Турнир не проводился     | Турнир не проводился     | Турнир не проводился     | Турнир не проводился     | Турнир не проводился   | W                      | Не проводился          | Не проводился          | Не проводился          | Не проводился          | Не проводился          | Не проводился          | Не проводился          | Не проводился          | Не проводился          | Не проводился          | Не проводился          | Не проводился          | Не проводился          | Не проводился          | Не проводился          | Не проводился          | Не проводился          | Не проводился          | Не проводился          | Не проводился          | Не проводился          | Не проводился          | Не проводился          | Не проводился        | Не проводился        | Не проводился        | Не проводился        | Не проводился        | Не проводился        | Не проводился |               |    |
| Gibraltar Open                     | Турнир не проводился | Турнир не проводился | Турнир не проводился     | Турнир не проводился     | Турнир не проводился     | Турнир не проводился     | Турнир не проводился     | Турнир не проводился     | Турнир не проводился     | Турнир не проводился     | МР                       | F                        | —                        | —                        | W                        | W                        | W                      | 4R                     | Не проводился          | Не проводился          | Не проводился          | Не проводился          | Не проводился          | Не проводился          | Не проводился          | Не проводился          | Не проводился          | Не проводился          | Не проводился          | Не проводился          | Не проводился          | Не проводился          | Не проводился          | Не проводился          | Не проводился          | Не проводился          | Не проводился          | Не проводился          | Не проводился          | Не проводился          | Не проводился          | Не проводился        | Не проводился        | Не проводился        | Не проводился        | Не проводился        | Не проводился        | Не проводился |               |    |
| WST Classic                        | Турнир не проводился | Турнир не проводился | Турнир не проводился     | Турнир не проводился     | Турнир не проводился     | Турнир не проводился     | Турнир не проводился     | Турнир не проводился     | Турнир не проводился     | Турнир не проводился     | Турнир не проводился     | Турнир не проводился     | Турнир не проводился     | Турнир не проводился     | Турнир не проводился     | Турнир не проводился     | Турнир не проводился   | Турнир не проводился   | 3R                     | Не проводился          | Не проводился          | Не проводился          | Не проводился          | Не проводился          | Не проводился          | Не проводился          | Не проводился          | Не проводился          | Не проводился          | Не проводился          | Не проводился          | Не проводился          | Не проводился          | Не проводился          | Не проводился          | Не проводился          | Не проводился          | Не проводился          | Не проводился          | Не проводился          | Не проводился          | Не проводился        | Не проводился        | Не проводился        | Не проводился        | Не проводился        | Не проводился        | Не проводился | Не проводился |    |
| European Masters                   | LQ                   | LQ                   | НР                       | Турнир не проводился     | Турнир не проводился     | Турнир не проводился     | Турнир не проводился     | Турнир не проводился     | Турнир не проводился     | Турнир не проводился     | Турнир не проводился     | W                        | W                        | 2R                       | LQ                       | LQ                       | SF                     | 2R                     | QF                     | F                      | НП                     | НП                     | НП                     | НП                     | НП                     | НП                     | НП                     | НП                     | НП                     | НП                     | НП                     | НП                     | НП                     | НП                     | НП                     | НП                     | НП                     | НП                     | НП                     | НП                     | НП                     | НП                   | НП                   | НП                   | НП                   | НП                   | НП                   | НП            | НП            | НП |
| Упразднённые нерейтинговые турниры |                      |                      |                          |                          |                          |                          |                          |                          |                          |                          |                          |                          |                          |                          |                          |                          |                        |                        |                        |                        |                        |                        |                        |                        |                        |                        |                        |                        |                        |                        |                        |                        |                        |                        |                        |                        |                        |                        |                        |                        |                        |                      |                      |                      |                      |                      |                      |               |               |    |
| Masters Qualifying Event           | 2R                   | 2R                   | 2R                       | W                        | 2R                       | Турнир не проводился     | Турнир не проводился     | Турнир не проводился     | Турнир не проводился     | Турнир не проводился     | Турнир не проводился     | Турнир не проводился     | Турнир не проводился     | Турнир не проводился     | Турнир не проводился     | Турнир не проводился     | Турнир не проводился   | Турнир не проводился   | Турнир не проводился   | Турнир не проводился   | Турнир не проводился   | Турнир не проводился   | Турнир не проводился   | Турнир не проводился   | Турнир не проводился   | Турнир не проводился   | Турнир не проводился   | Турнир не проводился   | Турнир не проводился   | Турнир не проводился   | Турнир не проводился   | Турнир не проводился   | Турнир не проводился   | Турнир не проводился   | Турнир не проводился   |                        |                        |                        |                        |                        |                        |                      |                      |                      |                      |                      |                      |               |               |    |
| Power Snooker                      | Турнир не проводился | Турнир не проводился | Турнир не проводился     | Турнир не проводился     | Турнир не проводился     | Турнир не проводился     | 1R                       | Турнир не проводился     | Турнир не проводился     | Турнир не проводился     | Турнир не проводился     | Турнир не проводился     | Турнир не проводился     | Турнир не проводился     | Турнир не проводился     | Турнир не проводился     | Турнир не проводился   | Турнир не проводился   | Турнир не проводился   | Турнир не проводился   | Турнир не проводился   | Турнир не проводился   | Турнир не проводился   | Турнир не проводился   | Турнир не проводился   | Турнир не проводился   | Турнир не проводился   | Турнир не проводился   | Турнир не проводился   | Турнир не проводился   | Турнир не проводился   | Турнир не проводился   | Турнир не проводился   | Турнир не проводился   | Турнир не проводился   | Турнир не проводился   | Турнир не проводился   |                        |                        |                        |                        |                      |                      |                      |                      |                      |                      |               |               |    |
| Премьер-лига                       | —                    | —                    | —                        | —                        | SF                       | —                        | SF                       | F                        | Турнир не проводился     | Турнир не проводился     | Турнир не проводился     | Турнир не проводился     | Турнир не проводился     | Турнир не проводился     | Турнир не проводился     | Турнир не проводился     | Турнир не проводился   | Турнир не проводился   | Турнир не проводился   | Турнир не проводился   | Турнир не проводился   | Турнир не проводился   | Турнир не проводился   | Турнир не проводился   | Турнир не проводился   | Турнир не проводился   | Турнир не проводился   | Турнир не проводился   | Турнир не проводился   | Турнир не проводился   | Турнир не проводился   | Турнир не проводился   | Турнир не проводился   | Турнир не проводился   | Турнир не проводился   | Турнир не проводился   | Турнир не проводился   | Турнир не проводился   |                        |                        |                        |                      |                      |                      |                      |                      |                      |               |               |    |
| World Grand Prix                   | Турнир не проводился | Турнир не проводился | Турнир не проводился     | Турнир не проводился     | Турнир не проводился     | Турнир не проводился     | Турнир не проводился     | Турнир не проводился     | Турнир не проводился     | W                        | Турнир был рейтинговым   | Турнир был рейтинговым   | Турнир был рейтинговым   | Турнир был рейтинговым   | Турнир был рейтинговым   | Турнир был рейтинговым   | Турнир был рейтинговым | Турнир был рейтинговым | Турнир был рейтинговым | Турнир был рейтинговым | Турнир был рейтинговым | Турнир был рейтинговым | Турнир был рейтинговым | Турнир был рейтинговым | Турнир был рейтинговым | Турнир был рейтинговым | Турнир был рейтинговым | Турнир был рейтинговым | Турнир был рейтинговым | Турнир был рейтинговым | Турнир был рейтинговым | Турнир был рейтинговым | Турнир был рейтинговым | Турнир был рейтинговым | Турнир был рейтинговым | Турнир был рейтинговым | Турнир был рейтинговым | Турнир был рейтинговым | Турнир был рейтинговым | Турнир был рейтинговым |                        |                      |                      |                      |                      |                      |                      |               |               |    |
| Shoot Out                          | Турнир не проводился | Турнир не проводился | Турнир не проводился     | Турнир не проводился     | Турнир не проводился     | QF                       | 1R                       | —                        | —                        | 2R                       | 2R                       | Турнир был рейтинговым   | Турнир был рейтинговым   | Турнир был рейтинговым   | Турнир был рейтинговым   | Турнир был рейтинговым   | Турнир был рейтинговым | Турнир был рейтинговым | Турнир был рейтинговым | Турнир был рейтинговым | Турнир был рейтинговым | Турнир был рейтинговым | Турнир был рейтинговым | Турнир был рейтинговым | Турнир был рейтинговым | Турнир был рейтинговым | Турнир был рейтинговым | Турнир был рейтинговым | Турнир был рейтинговым | Турнир был рейтинговым | Турнир был рейтинговым | Турнир был рейтинговым | Турнир был рейтинговым | Турнир был рейтинговым | Турнир был рейтинговым | Турнир был рейтинговым | Турнир был рейтинговым | Турнир был рейтинговым | Турнир был рейтинговым | Турнир был рейтинговым | Турнир был рейтинговым |                      |                      |                      |                      |                      |                      |               |               |    |
| China Championship                 | Турнир не проводился | Турнир не проводился | Турнир не проводился     | Турнир не проводился     | Турнир не проводился     | Турнир не проводился     | Турнир не проводился     | Турнир не проводился     | Турнир не проводился     | Турнир не проводился     | Турнир не проводился     | 1R                       | Рейтинговый турнир       | Рейтинговый турнир       | Рейтинговый турнир       | Рейтинговый турнир       | Турнир не проводился   | Турнир не проводился   | Турнир не проводился   | Турнир не проводился   | Турнир не проводился   | Турнир не проводился   | Турнир не проводился   | Турнир не проводился   | Турнир не проводился   | Турнир не проводился   | Турнир не проводился   | Турнир не проводился   | Турнир не проводился   | Турнир не проводился   | Турнир не проводился   | Турнир не проводился   | Турнир не проводился   | Турнир не проводился   | Турнир не проводился   | Турнир не проводился   | Турнир не проводился   | Турнир не проводился   | Турнир не проводился   | Турнир не проводился   | Турнир не проводился   | Турнир не проводился | Турнир не проводился | Турнир не проводился | Турнир не проводился | Турнир не проводился |                      |               |               |    |
| Romanian Masters                   | Турнир не проводился | Турнир не проводился | Турнир не проводился     | Турнир не проводился     | Турнир не проводился     | Турнир не проводился     | Турнир не проводился     | Турнир не проводился     | Турнир не проводился     | Турнир не проводился     | Турнир не проводился     | Турнир не проводился     | QF                       | Турнир не проводился     | Турнир не проводился     | Турнир не проводился     | Турнир не проводился   | Турнир не проводился   | Турнир не проводился   | Турнир не проводился   | Турнир не проводился   | Турнир не проводился   | Турнир не проводился   | Турнир не проводился   | Турнир не проводился   | Турнир не проводился   | Турнир не проводился   | Турнир не проводился   | Турнир не проводился   | Турнир не проводился   | Турнир не проводился   | Турнир не проводился   | Турнир не проводился   | Турнир не проводился   | Турнир не проводился   | Турнир не проводился   | Турнир не проводился   | Турнир не проводился   | Турнир не проводился   | Турнир не проводился   | Турнир не проводился   | Турнир не проводился | Турнир не проводился |                      |                      |                      |                      |               |               |    |
| Hong Kong Masters                  | Турнир не проводился | Турнир не проводился | Турнир не проводился     | Турнир не проводился     | Турнир не проводился     | Турнир не проводился     | Турнир не проводился     | Турнир не проводился     | Турнир не проводился     | Турнир не проводился     | Турнир не проводился     | Турнир не проводился     | SF                       | Турнир не проводился     | Турнир не проводился     | Турнир не проводился     | Турнир не проводился   | Турнир не проводился   | QF                     | Не проводился          | Не проводился          | Не проводился          | Не проводился          | Не проводился          | Не проводился          | Не проводился          | Не проводился          | Не проводился          | Не проводился          | Не проводился          | Не проводился          | Не проводился          | Не проводился          | Не проводился          | Не проводился          | Не проводился          | Не проводился          | Не проводился          | Не проводился          | Не проводился          | Не проводился          | Не проводился        | Не проводился        | Не проводился        | Не проводился        | Не проводился        | Не проводился        | Не проводился | Не проводился |    |
| Six-red World Championship         | Не проводился        | Не проводился        | Не проводился            | —                        | SF                       | 3R                       | НП                       | SF                       | 3R                       | —                        | 3R                       | —                        | —                        | —                        | —                        | —                        | НП                     | НП                     | QF                     | Не проводился          | Не проводился          | Не проводился          | Не проводился          | Не проводился          | Не проводился          | Не проводился          | Не проводился          | Не проводился          | Не проводился          | Не проводился          | Не проводился          | Не проводился          | Не проводился          | Не проводился          | Не проводился          | Не проводился          | Не проводился          | Не проводился          | Не проводился          | Не проводился          | Не проводился          | Не проводился        | Не проводился        | Не проводился        | Не проводился        | Не проводился        | Не проводился        | Не проводился | Не проводился |    |

Обозначения:
- — = Не участвовал в турнире
- WD = Снялся
- LQ = Выбыл в квалификационном раунде (не попал в основную стадию)
- WR, RR = Предварительный раунд
- W = Победитель
- F = Финалист
- SF = Полуфинал
- QF = Четвертьфинал
- xR = Выбыл в раунде x
- НП = Турнир не проводился
- НР = Турнир был нерейтинговым
- МР = Турнир был низкорейтинговым

## Достижения в карьере

### Всего
- Выигранные рейтинговые турниры — 30
- Финалы — 19

#### Рейтинговые турниры
|          | Год  | Турнир                     | Соперник         | Счет  |
| Чемпион  | 2011 | China Open                 | Марк Селби       | 10-8  |
| Финалист | 2011 | Чемпионат Мира             | Джон Хиггинс     | 15-18 |
| Чемпион  | 2011 | Чемпионат Великобритании   | Марк Аллен       | 10-8  |
| Финалист | 2012 | Shanghai Masters           | Джон Хиггинс     | 9-10  |
| Чемпион  | 2012 | International Championship | Нил Робертсон    | 10-8  |
| Финалист | 2014 | German Masters             | Дин Цзюньхуэй    | 5-9   |
| Чемпион  | 2014 | Australian Goldfields Open | Нил Робертсон    | 9-5   |
| Финалист | 2014 | Чемпионат Великобритании   | Ронни О’Салливан | 9-10  |
| Финалист | 2015 | Shanghai Masters           | Кайрен Уилсон    | 9-10  |
| Чемпион  | 2016 | China Open                 | Рики Уолден      | 10-4  |
| Чемпион  | 2016 | European Masters           | Ронни О’Салливан | 9-8   |
| Финалист | 2016 | English Open               | Лян Вэньбо       | 6-9   |
| Финалист | 2017 | Welsh Open                 | Стюарт Бинэм     | 8-9   |
| Финалист | 2017 | Gibraltar Open             | Шон Мёрфи        | 2-4   |
| Чемпион  | 2017 | Players Championship       | Марко Фу         | 10-8  |
| Чемпион  | 2017 | European Masters           | Стюарт Бинэм     | 9-7   |
| Финалист | 2017 | Shanghai Masters           | Ронни О’Салливан | 3-10  |
| Чемпион  | 2018 | Northern Ireland Open      | Ронни О’Салливан | 9-7   |
| Чемпион  | 2019 | Northern Ireland Open      | Ронни О’Салливан | 9-7   |
| Чемпион  | 2019 | World Grand Prix           | Алистер Картер   | 10-6  |
| Чемпион  | 2019 | Чемпионат Мира             | Джон Хиггинс     | 18-9  |
| Чемпион  | 2019 | International Championship | Шон Мёрфи        | 10-3  |
| Чемпион  | 2019 | World Open                 | Тепчайя Ун-Нух   | 10-5  |
| Чемпион  | 2020 | German Masters             | Нил Робертсон    | 9-6   |
| Чемпион  | 2020 | Players Championship       | Янь Бинтао       | 10-4  |
| Чемпион  | 2020 | Gibraltar Open             | Кайрен Уилсон    | 4-3   |
| Чемпион  | 2020 | English Open               | Нил Робертсон    | 9-8   |
| Финалист | 2020 | Championship League        | Кайрен Уилсон    | 1-3   |
| Чемпион  | 2020 | World Grand Prix           | Джек Лисовски    | 10-7  |
| Чемпион  | 2021 | German Masters             | Джек Лисовски    | 9-2   |
| Чемпион  | 2021 | Gibraltar Open             | Джек Лисовски    | 4-0   |
| Финалист | 2022 | Welsh Open                 | Джо Пэрри        | 5-9   |
| Чемпион  | 2022 | Turkish Masters            | Мэттью Селт      | 10-4  |
| Финалист | 2022 | World Snooker Championship | Ронни О’Салливан | 13-18 |
| Финалист | 2023 | World Grand Prix           | Марк Аллен       | 9-10  |
| Финалист | 2023 | European Masters           | Барри Хокинс     | 6-9   |
| Чемпион  | 2023 | English Open               | Чжан Аньда       | 9-7   |
| Чемпион  | 2023 | Wuhan Open                 | Алистер Картер   | 10-7  |
| Чемпион  | 2023 | Northern Ireland Open      | Крис Уэйклин     | 9-3   |
| Финалист | 2024 | World Grand Prix           | Ронни О’Салливан | 7-10  |
| Чемпион  | 2024 | German Masters             | Сы Цзяхуей       | 10-5  |
| Чемпион  | 2024 | World Open                 | Дин Цзюньхуэй    | 10-4  |
| Финалист | 2024 | Xi'an Grand Prix           | Кайрен Уилсон    | 8-10  |
| Чемпион  | 2024 | Saudi Arabia Masters       | Марк Уильямс     | 10-9  |
| Финалист | 2024 | Northern Ireland Open      | Кайрен Уилсон    | 3-9   |
| Чемпион  | 2024 | Чемпионат Великобритании   | Барри Хокинс     | 10-8  |
| Финалист | 2025 | Players Championship       | Кайрен Уилсон    | 9-10  |

#### Низкорейтинговые турниры 4 победы в 8 финалах
|          | Год  | Турнир                              | Соперник в финале | Счет |
| Чемпион  | 2010 | Paul Hunter Classic                 | Энтони Хэмилтон   | 4-3  |
| Чемпион  | 2011 | Players Tour Championship — Event 2 | Дин Цзюньхуэй     | 4-0  |
| Финалист | 2011 | Alex Higgins International Trophy   | Нил Робертсон     | 1-4  |
| Чемпион  | 2011 | Antwerp Open                        | Ронни О’Салливан  | 4-3  |
| Финалист | 2012 | Kay Suzanne Memorial Trophy         | Джон Хиггинс      | 2-4  |
| Чемпион  | 2012 | Bulgarian Open                      | Джон Хиггинс      | 4-0  |
| Финалист | 2013 | Kay Suzanne Memorial Cup            | Марк Аллен        | 1-4  |
| Финалист | 2014 | Paul Hunter Classic                 | Марк Аллен        | 2-4  |
|          |      |                                     |                   |      |

Пригласительные и другие турниры 10 побед в 17 финалах
|          | Год  | Турнир                   | Соперник в финале | Счет |
| Чемпион  | 2008 | Masters Qualifying Event | Марк Джойс        | 6-1  |
| Чемпион  | 2009 | Championship League      | Марк Селби        | 3-2  |
| Финалист | 2012 | Championship League      | Дин Цзюньхуэй     | 1-3  |
| Финалист | 2012 | Premier League           | Стюарт Бинэм      | 2-7  |
| Чемпион  | 2014 | Championship League      | Мартин Гоулд      | 3-1  |
| Финалист | 2014 | Champion of Champions    | Ронни О’Салливан  | 7-10 |
| Чемпион  | 2015 | World Grand Prix         | Ронни О’Салливан  | 10-7 |
| Чемпион  | 2016 | Championship League      | Ронни О’Салливан  | 3-2  |
| Чемпион  | 2019 | МАСТЕРС                  | Ронни О’Салливан  | 10-4 |
| Финалист | 2019 | Champion of Champions    | Нил Робертсон     | 9-10 |
| Чемпион  | 2021 | Champion of Champions    | Джон Хиггинс      | 10-4 |
| Финалист | 2022 | Champion of Champions    | Ронни О’Салливан  | 6-10 |
| Чемпион  | 2023 | МАСТЕРС                  | Марк Уильямс      | 10-8 |
| Финалист | 2023 | Championship League      | Джон Хиггинс      | 1-3  |
| Чемпион  | 2023 | Huangguoshu Open         | Джон Хиггинс      | 5-1  |
| Финалист | 2023 | Champion of Champions    | Марк Аллен        | 3-10 |
| Чемпион  | 2024 | Shanghai Masters         | Шон Мёрфи         | 11-5 |

- Турниры с участием команд

|          | Год  | Турниры   | Страна | Состав                   | Страна соперник в финале | Состав                   |     |
| Финалист | 2017 | World Cup | Англия | Джадд Трамп Барри Хокинс | Китай A                  | Дин Цзюньхуэй Лян Вэньбо | 3-4 |

### Любительская карьера
- 2000 Чемпионат Англии до 15 лет — чемпион
- 2002 Чемпионат Англии до 13 лет — чемпион
- 2003 Golden Waistcoat Event — победитель
- 2003 Pontins Open (весенняя серия) — победитель
- 2003 Чемпионат Англии до 15 лет — чемпион
- 2004 Открытый чемпионат Англии — чемпион
- 2004 Чемпионат Англии до 15 лет — чемпион

## Серийность
| Season    | Centuries | CP  | Frames/Centuries | FP | Highest Break | Frames/70’s (70/F*100 %) | Frames/50’s (50/F*100 %) | Rank |
| --------- | --------- | --- | ---------------- | -- | ------------- | ------------------------ | ------------------------ | ---- |
| 2005—2006 | 6         | 27  | 23,33            | 19 | 127           |                          |                          | F    |
| 2006—2007 | 16        | 8   | 16,13            | 13 | 142           |                          |                          | D    |
| 2007—2008 | 8         | 28  | 23,38            | 26 | 126           | 7,19 (13,9 %)            | 3,07 (32,6 %)            | D-   |
| 2008—2009 | 21        | 7   | 15,52            | 11 | 138           | 4,94 (20,2 %)            | 2,79 (35,8 %)            | C    |
| 2009—2010 | 24        | 4   | 12,42            | 4  | 139           |                          |                          | D    |
| 2010—2011 | 36        | 5   | 14,53            | 8  | 144           |                          |                          | D+   |
| 2011—2012 | 45        | 5   | 12,73            | 5  | 141           | 5,12 (19,5 %)            | 2,52 (39,7 %)            | B    |
| 2012—2013 | 61        | 1   | 10,67            | 3  | 143           | 4,86 (20,6 %)            | 2,67 (37,5 %)            | B    |
| 2013—2014 | 50        | 4   | 11,84            | 4  | 147           | 4,63 (21,6 %)            | 2,67 (37,5 %)            | A-   |
| 2014—2015 | 82        | 1   | 9,1              | 3  | 147           | 4,34 (23 %)              | 2,3 (43,5 %)             | U-   |
| 2015—2016 | 40        | 3   | 11,48            | 5  | 140           | 4,59 (21,8 %)            | 2,54 (39,4 %)            | A-   |
| 2016—2017 | 70        | 1   | 8,14             | 1  | 147           | 4,06 (24,6 %)            | 2,3 (43,5 %)             | U+   |
| 2017—2018 | 74        | 2   | 8,08             | 3  | 143           | 3,93 (25,4 %)            | 2,25 (44,4 %)            | S    |
| 2018—2019 | 83        | 2   | 8,14             | 2  | 147           | 4,05 (24,7 %)            | 2,31 (43,3 %)            | U+   |
| 2019-2020 | 102       | 1   |                  |    | 145           |                          |                          |      |
| 2020-2021 | 90        | 1   |                  |    | 147           |                          |                          |      |
| 2021-2022 | 48        | 3-4 |                  |    | 147           |                          |                          |      |
| 2022-2023 | 45        | 5   |                  |    | 147           |                          |                          |      |
| 2023-2024 | 79        |     |                  |    | 142           |                          |                          |      |
| 2024-2025 | 12        |     |                  |    | 128           |                          |                          |      |

| Обозначения** |
| Менее 35 % тура показывает подобный уровень серийности или выше (F/70’s = 5,51 — 7 \|\| F/50’s = 2,91 — 3,3).    |
| Менее 20 % тура показывает подобный уровень серийности или выше (F/70’s = 4,71 — 5,5 \|\| F/50’s = 2,61 — 2,9).  |
| Менее 10 % тура показывает подобный уровень серийности или выше (F/70’s = 4 — 4,7 \|\| F/50’s = 2,36 — 2,6).     |
| Менее 5 % тура показывает подобный уровень серийности или выше (F/70’s = 3,71 — 3,99 \|\| F/50’s = 2,21 — 2,35). |

Centuries — количество сотенных серий за сезон.
CP — место по количеству сотенных серий относительно других игроков.
Frames/Centuries — количество фреймов, затраченных на выполнение одной сотенной серии.
FP — место по количеству фреймов, затраченных на выполнение одной сотенной серии, относительно других игроков.
Highest Break — наивысший брейк.
Frames/70’s (70/F*100 %) — количество фреймов, затраченных на выполнение одного брейка в 70 и более очков, а также процент фреймов, проведённых с такой серией.
Frames/50’s (50/F*100 %) — количество фреймов, затраченных на выполнение одного брейка в 50 и более очков, а также процент фреймов, проведённых с такой серией.
Rank — общий уровень серийности на основании всех показателей (F , E , D, C — высокая, B — очень высокая, A — выдающаяся, U, S).
* При подсчёте места учитываются только те игроки, кто сыграл за сезон 100 фреймов и более.
** Все сравнения сделаны относительно уровня игры в снукер 2011—2019 годов.